# Filip Šnejdr

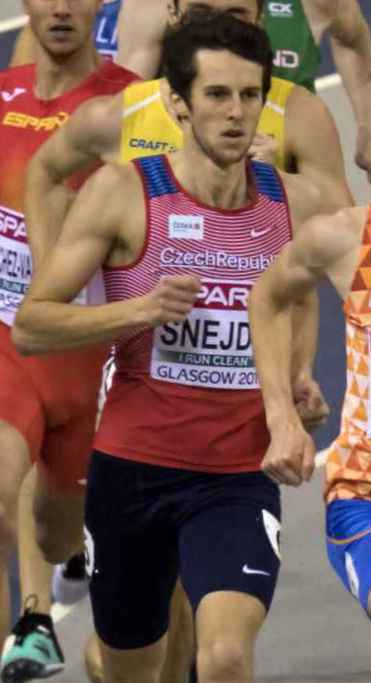
Šnejdr (2019)

Filip Šnejdr (* 16. April 1995 in Hradec Králové) ist ein tschechischer Mittelstreckenläufer, der sich auf den 800-Meter-Lauf spezialisiert hat.

## Sportliche Laufbahn
Erste internationale Erfahrungen sammelte Filip Šnejdr im Jahr 2017, als er bei den U23-Europameisterschaften in Bydgoszcz über 800 Meter in 1:49,19 min den fünften Platz belegte. Anschließend erreichte er bei der Sommer-Universiade in Taipeh über 800 Meter in 1:48,31 min Rang sieben und gewann mit der tschechischen 4-mal-400-Meter-Staffel in 3:08,14 min die Bronzemedaille hinter den Teams aus der Dominikanischen Republik und den Vereinigten Staaten. Im Jahr darauf belegte er bei den Hallenweltmeisterschaften in Birmingham mit der Staffel in 3:04,87 min den fünften Platz. Zudem qualifizierte er sich für die Europameisterschaften in Berlin, schied dort über 800 Meter mit 1:48,70 min in der ersten Runde aus und belegte mit der Staffel in 3:03,00 min den siebten Platz. 2019 erreichte er bei den Halleneuropameisterschaften in Glasgow teil und erreichte dort das Halbfinale, in dem er mit 1:50,72 min ausschied. Anschließend wurde er bei den Studentenweltspielen in Neapel in 1:48,08 min Vierter über 800 Meter und erreichte mit der Staffel in 3:06,78 min Rang fünf. 2021 startete er bei den Halleneuropameisterschaften in Toruń, schied dort aber mit 1:48,87 min in der Vorrunde aus und auch bei den Hallenweltmeisterschaften im Jahr darauf in Belgrad verpasste er mit 1:49,29 min den Finaleinzug. Im August kam er bei den Europameisterschaften in München mit 1:48,16 min nicht über die erste Runde hinaus.
2023 schied er bei den Halleneuropameisterschaften in Istanbul mit 1:48,35 min im Vorlauf über 800 Meter aus. Im Juni wurde er bei der 1. Liga der Team-Europameisterschaft im Rahmen der Europaspiele in Chorzów in 1:46,84 min Zweiter und gewann damit ligenübergreifend die Silbermedaille hinter dem Schweizer Ramon Wipfli. Im Jahr darauf kam er bei den Hallenweltmeisterschaften in Glasgow mit 1:48,30 min nicht über den Vorlauf hinaus.
In den Jahren 2017, 2019 und 2021 wurde Šnejdr tschechischer Meister im 800-Meter-Lauf im Freien sowie 2018 und 2021 auch in der 4-mal-400-Meter-Staffel. In der Halle sicherte er sich den Titel 2016, 2017 und 2019. Zudem wurde er 2017 auch Hallenmeister in der 4-mal-200-Meter-Staffel.

## Persönliche Bestzeiten
- 800 Meter: 1:45,56 min, 27. Juni 2018 in Nancy
  - 800 Meter (Halle): 1:46,63 min, 3. Februar 2021 in Ostrava